# Hamminkeln (Hamminkeln)
Hamminkeln ist der namensgebende Ortsteil der gleichnamigen Stadt Hamminkeln.

## Geschichte

Lage von Hamminkeln-Ort in Hamminkeln

Eine Ortschaft mit einer Pfarrkirche als Mittelpunkt eines Kirchspiels Hamminkeln wurde bereits in den Jahren 1154 und 1172 als Besitz des Stifts Xanten erwähnt. Die heute die Ortsmitte markierende Evangelische Kirche Hamminkeln geht auf das 10. Jahrhundert zurück und wurde als gotische Hallenkirche zu Anfang des 15. Jahrhunderts gebaut.
Als der südlich gelegene Ort Wesel im 12. Jahrhundert sich zu einem Warenumschlagplatz entwickelt hatte, sein Gebiet als Mitgift den Grafen von Kleve zugefallen und im September 1241 von Dietrich primogenitus zur Stadt erhoben worden war, gehörten als bedeutendste Kirchspiele Hamminkeln und Drevenack samt Höfen und Bauerschaften fiskalisch zu dessen Umland.
Mit der Reformation wurde der Ort protestantisch. Zwischen 1609 und 1624 wurde seine Kirche sowohl von Lutheranern als auch von Reformierten genutzt. Im Rahmen der kommunalen Neuordnung (§ 5 des Niederrhein-Gesetzes) wurde das Amt Ringenberg, zu dem Hamminkeln gehörte, zum 1. Januar 1975 aufgelöst. Hamminkeln bildet seitdem mit Brünen, Dingden, Loikum, Mehrhoog, Ringenberg und Wertherbruch die heutige Stadt Hamminkeln im niederrheinischen Kreis Wesel.